# Lecumberri

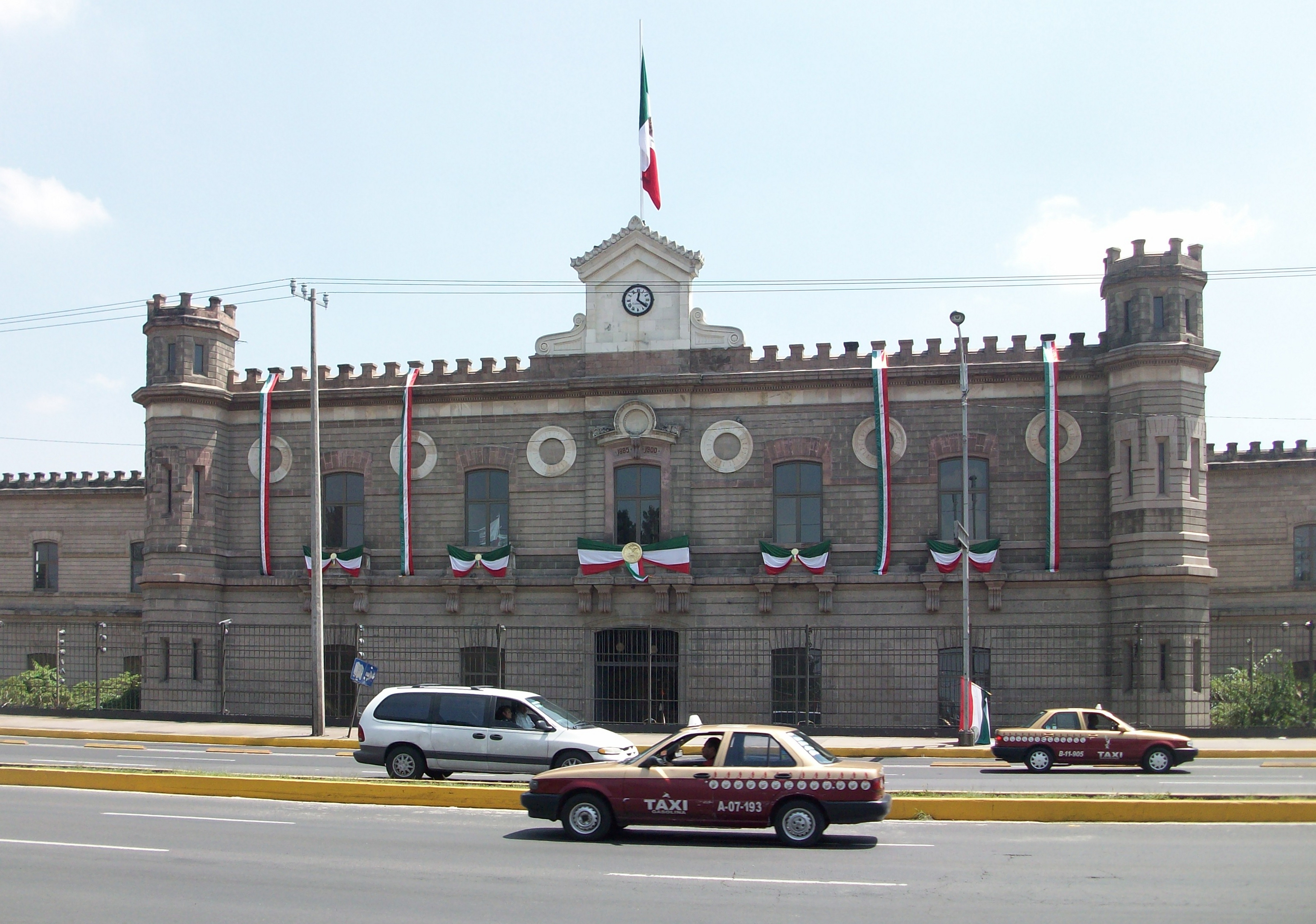
Lecumberri

Lecumberri is een gebouw in het noorden van Mexico-Stad.
Het staat in Mexico bekend als het "zwarte paleis van Lecumberri". Van 1900 tot 1980 was het een gevangenis. Het werd gebouwd in opdracht van de dictator Porfirio Díaz. Bekende personen die in Lecumberri gevangen hebben gezeten zijn de schilder David Alfaro Siqueiros, de dissident Heberto Castillo, de schrijver José Revueltas en de moordenaar van Leon Trotski Ramón Mercader. Francisco I. Madero, Gustavo A. Madero en José María Pino Suárez werden in 1913 vermoord op weg naar Lecumberri.
Sinds 1980 doet het gebouw dienst als nationaal archief.